# فرهت موسی‌بکوف
فرهت موسی‌بکوف (قرقیزی: Фархат Мусабеков؛ زادهٔ ۳ ژانویهٔ ۱۹۹۴) بازیکن فوتبال اهل قرقیزستان است.
از باشگاه‌هایی که در آن بازی کرده‌است می‌توان به باشگاه فوتبال شاختار قراغندی و باشگاه فوتبال عبدیش-آتا قند اشاره کرد.
وی همچنین در تیم‌های ملی فوتبال زیر ۲۳ سال قرقیزستان و قرقیزستان بازی کرده‌است.